# كأس يوغوسلافيا 1978–79
كأس يوغوسلافيا 1978–79 هو الموسم 31 من كأس يوغوسلافيا. أشرف على تنظيمه اتحاد صربيا لكرة القدم، وفاز فيه نادي رييكا.